# Trượt tuyết đổ đèo tại Thế vận hội Mùa đông 2018 - Super-G nữ
Nội dung super-G nữ của môn Trượt tuyết đổ đèo tại Thế vận hội Mùa đông 2018 diễn ra vào ngày 17 tháng 2 năm 2018 tại Jeongseon Alpine Centre ở Pyeongchang.

## Diễn biến
Ester Ledecká trở thành nhà vô địch Thế vận hội, giành huy chương Olympic đầu tiên trong sự nghiệp. Đây cũng là huy chương vàng đầu tiên trong môn trượt tuyết đổ đèo của Cộng hòa Séc. Nhà đương kim vô địch Anna Veith (thi đấu với tên là Fenninger vào năm 2014) về nhì, còn Tina Weirather thứ ba, người giành huy chương Olympic đầu tiên cho Liechtenstein kể từ năm 1988. Kết quả cuối cùng là hết sức sít sao, khi người về nhất chỉ hơn người nhì có 0,01 giây, tương tự là hạng ba và hạng tư (Lara Gut). Chức vô địch của Ledecká là khá bất ngờ vì cô được đánh giá cao hơn ở môn trượt ván trên tuyết.
Lindsey Vonn, người xuất phát đầu tiên, dẫn đầu trong một khoảng thời gian dài trước khi bị Johanna Schnarf, và sau đó là Lara Gut vượt qua. Weirather, xuất phát thứ 7, vượt thành tích của Gut 0,01 giây, khiến Vonn không thể giành huy chương. Veith (xuất phát thứ 15) sau đó chiếm được ngôi đầu. Trong tình thế các đối thủ chính hoặc không thể hoàn thành cuộc thi hoặc có thành tích kém hơn Veith, khiến cho ai cũng tin tưởng vị trí số một sẽ làcuar cô. Tuy vậy, Ledecká, người xuất phát thứ 26 vượt thành tích của Veith đúng 0,01 giây. Việc thiếu kinh nghiệm hơn Ledecká ở nội dung super-G có lẽ giúp cô mạo hiểm hơn các vận động viên khác. Sau khi nội dung kết thúc, Ledecká không tin là mình thắng và nghĩ rằng kết quả có nhầm lẫn.

## Kết quả
Cuộc đua bắt đầu lúc 12:00.
| Hạng | Số áo | Tên                     | Quốc gia             | Thời gian | Kém   |
| ---- | ----- | ----------------------- | -------------------- | --------- | ----- |
| 1    | 26    | Ester Ledecká           | Cộng hòa Séc         | 1:21.11   | —     |
| 2    | 15    | Anna Veith              | Áo                   | 1:21.12   | +0.01 |
| 3    | 7     | Tina Weirather          | Liechtenstein        | 1:21.22   | +0.11 |
| 4    | 5     | Lara Gut                | Thụy Sĩ              | 1:21.23   | +0.12 |
| 5    | 3     | Johanna Schnarf         | Ý                    | 1:21.27   | +0.16 |
| 6    | 11    | Federica Brignone       | Ý                    | 1:21.49   | +0.38 |
| 6    | 1     | Lindsey Vonn            | Hoa Kỳ               | 1:21.49   | +0.38 |
| 8    | 19    | Cornelia Hütter         | Áo                   | 1:21.54   | +0.43 |
| 9    | 16    | Michelle Gisin          | Thụy Sĩ              | 1:21.57   | +0.46 |
| 10   | 14    | Viktoria Rebensburg     | Đức                  | 1:21.62   | +0.51 |
| 11   | 13    | Sofia Goggia            | Ý                    | 1:21.65   | +0.54 |
| 12   | 4     | Nadia Fanchini          | Ý                    | 1:21.88   | +0.77 |
| 13   | 17    | Ragnhild Mowinckel      | Na Uy                | 1:22.00   | +0.89 |
| 14   | 28    | Breezy Johnson          | Hoa Kỳ               | 1:22.14   | +1.03 |
| 15   | 12    | Laurenne Ross           | Hoa Kỳ               | 1:22.17   | +1.06 |
| 16   | 27    | Alice McKennis          | Hoa Kỳ               | 1:22.20   | +1.09 |
| 17   | 6     | Corinne Suter           | Thụy Sĩ              | 1:22.24   | +1.13 |
| 18   | 9     | Nicole Schmidhofer      | Áo                   | 1:22.30   | +1.19 |
| 19   | 20    | Romane Miradoli         | Pháp                 | 1:22.36   | +1.25 |
| 20   | 22    | Jennifer Piot           | Pháp                 | 1:22.38   | +1.27 |
| 21   | 18    | Tamara Tippler          | Áo                   | 1:22.50   | +1.39 |
| 22   | 10    | Tiffany Gauthier        | Pháp                 | 1:22.56   | +1.45 |
| 23   | 23    | Valérie Grenier         | Canada               | 1:22.77   | +1.66 |
| 24   | 25    | Lisa Hörnblad           | Thụy Điển            | 1:22.79   | +1.68 |
| 25   | 30    | Maruša Ferk             | Slovenia             | 1:23.18   | +2.07 |
| 26   | 33    | Maryna Gąsienica-Daniel | Ba Lan               | 1:23.21   | +2.10 |
| 27   | 8     | Jasmine Flury           | Thụy Sĩ              | 1:23.30   | +2.19 |
| 28   | 2     | Tessa Worley            | Pháp                 | 1:23.54   | +2.43 |
| 29   | 24    | Candace Crawford        | Canada               | 1:23.69   | +2.58 |
| 30   | 32    | Alexandra Coletti       | Monaco               | 1:24.01   | +2.90 |
| 31   | 35    | Greta Small             | Úc                   | 1:24.09   | +2.98 |
| 32   | 31    | Petra Vlhová            | Slovakia             | 1:24.26   | +3.15 |
| 33   | 36    | Kateřina Pauláthová     | Cộng hòa Séc         | 1:24.48   | +3.37 |
| 34   | 38    | Tina Robnik             | Slovenia             | 1:24.49   | +3.38 |
| 35   | 34    | Barbara Kantorová       | Slovakia             | 1:25.30   | +4.19 |
| 36   | 43    | Ania Monica Caill       | România              | 1:25.74   | +4.63 |
| 37   | 29    | Roni Remme              | Canada               | 1:25.90   | +4.79 |
| 38   | 41    | Sabrina Simader         | Kenya                | 1:26.25   | +5.14 |
| 39   | 37    | Noelle Barahona         | Chile                | 1:27.16   | +6.05 |
| 40   | 40    | Kim Vanreusel           | Bỉ                   | 1:27.60   | +6.49 |
| 41   | 39    | Sarah Schleper          | México               | 1:27.93   | +6.82 |
| 42   | 42    | Elvedina Muzaferija     | Bosna và Hercegovina | 1:27.97   | +6.86 |
| 43   | 45    | Olha Knysh              | Ukraina              | 1:30.60   | +9.49 |
|      | 21    | Kira Weidle             | Đức                  | DNF       |       |
|      | 44    | Maria Shkanova          | Belarus              | DNS       |       |